# Scopulus
En astrogeologia, scopulus (plural scopuli, abr. SC) és una paraula llatina que significa «escull» que la Unió Astronòmica Internacional (UAI) utilitza per indicar una característica superficial similar als penya-segats o als cingles lobulats o irregulars a la superfície dels planetes o altres cossos celestes. És el contrari als rupēs, que indiquen un cingle relativament rectilini o regular.
Només s'ha assignat el nom d'scopulus a les estructures del planeta Mart.
Moltes d'aquestes formacions presents al planeta vermell se situen al llarg de les vores dels cràters. Alguns scopuli presenten proves d'una erosió passada a causa de la presència d'aigua. Altres vegades, aquestes vores, gràcies a la precarietat de l'estabilitat i el gel que amplia les esquerdes al llarg del pendent, són l'escenari d'allaus que fan que el material es mogui al llarg del fort pendent.
| Scopulus             | Latitud | Longitud | Diàmetre (km) | Epònim                                                           | Referències |
| -------------------- | ------- | -------- | ------------- | ---------------------------------------------------------------- | ----------- |
| Abalos Scopuli       | 80,72 N | 283,44 E | 109,16        | Nom clàssic de les característiques d'albedo                     | 14148       |
| Australe Scopuli     | 83,48 S | 247,06 E | 504,58        | Nom clàssic de les característiques d'albedo                     | 487         |
| Boreales Scopuli     | 88,88 N | 269,84 E | 1,13          | Nom clàssic de les característiques d'albedo                     | 6964        |
| Charybdis Scopulus   | 24,14 S | 20,08 E  | 551,26        | Nom clàssic de les característiques d'albedo                     | 1157        |
| Coronae Scopulus     | 33,26 S | 64,94 E  | 245,24        | Nom clàssic de les característiques d'albedo                     | 1316        |
| Eridania Scopulus    | 52,61 S | 141,79 E | 1017,66       | Nom clàssic de les característiques d'albedo                     | 1827        |
| Frigoris Scopulus    | 79,38 N | 176 E    | 0             | Nomenclatura abolida el 1984                                     | 6830        |
| Gemini Scopuli       | 80,39 N | 26,1 E   | 1000,36       | Nom clàssic de les característiques d'albedo                     | 6965        |
| Hyperboreus Scopulus | 82,41 N | 200 E    | 0             | Nomenclatura abolida el 1984                                     | 6846        |
| Hypernotius Scopulus | 77,86 S | 88 E     | 0             | Nomenclatura abolida el 1984                                     | 6847        |
| Nilokeras Scopulus   | 31,72 N | 304,15 E | 901,48        | Nom clàssic de les característiques d'albedo                     | 4277        |
| Oenotria Scopuli     | 6,62 S  | 77,11 E  | 1425          | Nom clàssic de les característiques d'albedo                     | 14860       |
| Oenotria Scopulus    | 7,77 S  | 77,36 E  | 1615          | Nomenclatura abolida el 1982 Reanomenat Oenotria Scopuli el 2011 | 4409        |
| Scylla Scopulus      | 25,22 S | 18,34 E  | 476,91        | Nom clàssic de les característiques d'albedo                     | 5397        |
| Tartarus Scopulus    | 4,23 S  | 177,25 E | 251,31        | Nom clàssic de les característiques d'albedo                     | 5877        |
| Ultimi Scopuli       | 77,88 S | 179,04 E | 560,47        | Nom clàssic de les característiques d'albedo                     | 6204        |
| Xanthe Scopulus      | 19,38 N | 307,49 E | 59,48         | Nom clàssic de les característiques d'albedo                     | 6599        |